# Yvon Ledanois
Yvon Ledanois, nacido el 5 de julio de 1969 en Montreuil-sous-Bois, es un ciclista francés ya retirado. Profesional de 1990 a 2001, ganó una etapa en la Vuelta a España 1997. Desde 2008 es director deportivo del equipo Caisse d'Épargne, reconvertido en el Movistar en 2011. En 2013 pasó a dirigir al equipo BMC Racing Team. Su hijo, Kévin Ledanois es también ciclista profesional.

## Palmarés
1997
- 1 etapa de la Vuelta a España
- 1 etapa del Tour de l'Ain

## Resultados en las grandes vueltas
| Carrera         | 1990 | 1991 | 1992 | 1993 | 1994 | 1995 | 1996 | 1997 | 1998 | 1999 | 2000 | 2001 |
| --------------- | ---- | ---- | ---- | ---- | ---- | ---- | ---- | ---- | ---- | ---- | ---- | ---- |
| Giro de Italia  | -    | -    | Ab.  | -    | -    | -    | -    | -    | -    | -    | -    | -    |
| Tour de Francia | -    | -    | 42.º | Ab.  | -    | 30.º | -    | -    | -    | -    | -    | -    |
| Vuelta a España | -    | -    | -    | -    | -    | -    | -    | 10º  | -    | -    | -    | -    |